# Jewgeni Wassiljewitsch Chrunow
Jewgeni Wassiljewitsch Chrunow (russisch Евгений Васильевич Хрунов; * 10. September 1933 in Prudy in der Oblast Tula; † 19. Mai 2000 in Moskau) war ein sowjetischer Kosmonaut.

## Leben
Nach der Schule erhielt er eine Ausbildung an einer Landwirtschaftsfachschule. Später trat er in die Rote Armee ein und wurde an einer Militärfliegerschule ausgebildet. Im Jahre 1960 wurde er für die erste Kosmonautengruppe der UdSSR ausgewählt. Er war als Ersatzpilot für Wostok 5 im Gespräch, wurde aber nicht nominiert.
Ab Sommer 1964 wurde er zusammen mit Alexei Leonow für Außenbordeinsätze ausgebildet. Schließlich bekam Leonow den Vorzug und Chrunow wurde Ersatzmann für die Mission Woschod 2, während der Leonow im März 1965 als erster Mensch im Weltraum ein Raumschiff verließ. Chrunow war zugleich Ersatzmann für den Kommandanten Pawel Beljajew.
Ab September 1965 wurde Chrunow auf dem neuen Sojus-Raumschiff ausgebildet, wobei er zur Gruppe der ersten acht Kosmonauten gehörten, für die ein neuer Raumanzug angefertigt werden sollte, was für eine frühe Nominierung sprach.
Im April 1967 sollte er an einem spektakulären Doppelflug zweier Sojus-Raumschiffe teilnehmen. Geplant war, dass Wladimir Komarow mit Sojus 1 zuerst startet, einen Tag später die drei Kosmonauten Bykowski, Chrunow und Jelissejew mit Sojus 2A. Chrunow und Jelissejew sollten in der Erdumlaufbahn von einem in das andere Raumschiff umsteigen und mit Komarow landen.
Nach dem Start traten bei Sojus 1 jedoch massive Probleme auf, was zum Abbruch des Fluges und zur Absage der Mission von Sojus 2A führte. Bei der Landung versagten die Fallschirme von Sojus 1 und Komarow wurde beim Aufprall getötet. Bei den Untersuchungen stellte sich heraus, dass auch das Fallschirmsystem von Sojus 2A den gleichen Fehler aufwies. Die massiven Probleme während des Fluges von Sojus 1 hatte Chrunow und seinen beiden Kameraden das Leben gerettet.
1968 erhielt Chrunow den Abschluss an der Ingenieurakademie der Luftstreitkräfte der UdSSR.

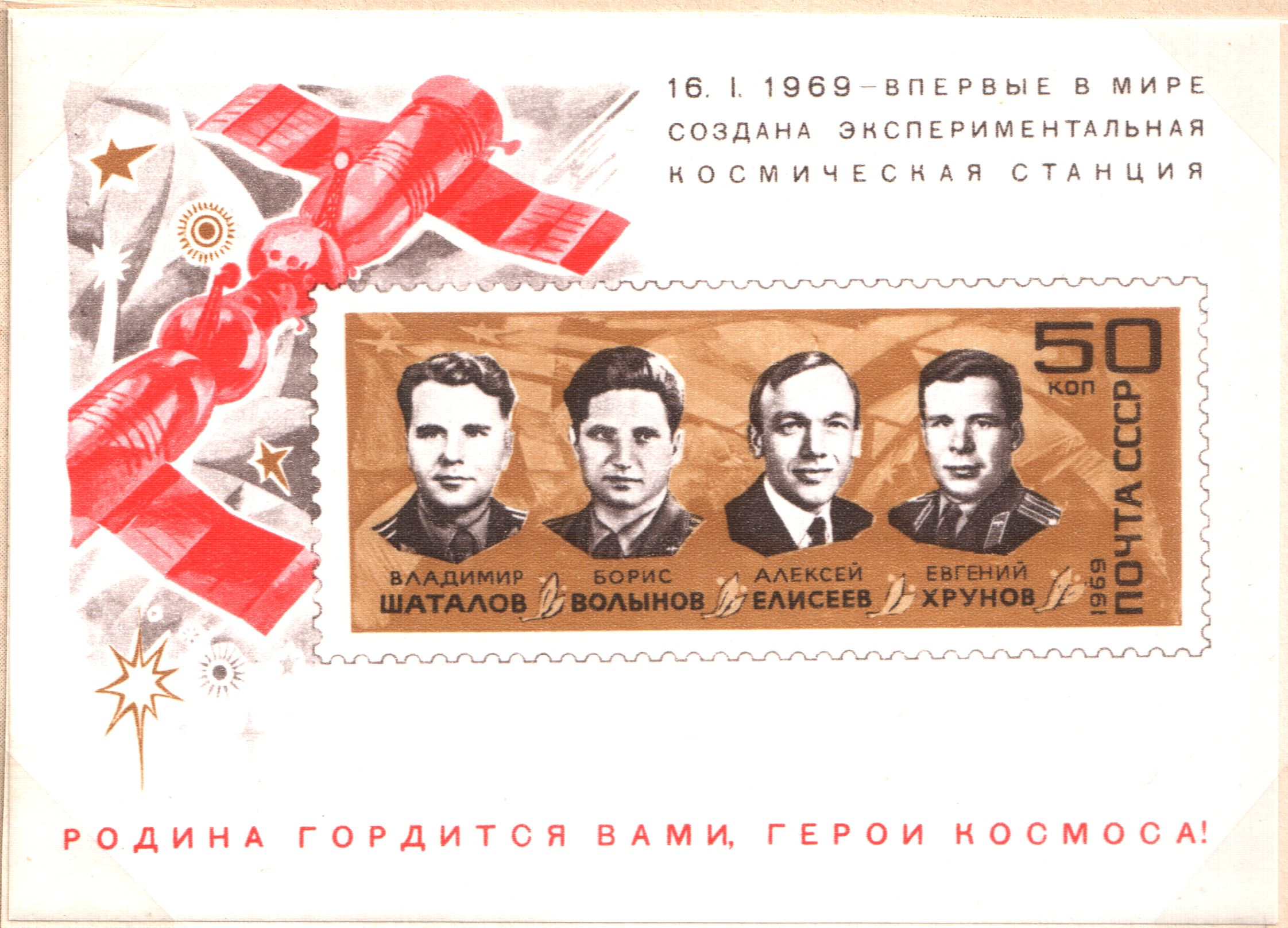
Chrunow auf einer Briefmarke

Der geplante Umstieg von einem Raumschiff in das andere erfolgte zwei Jahre später als ursprünglich vorgesehen. Chrunow startete am 15. Januar 1969 zu seinem ersten Raumflug. Mit an Bord von Sojus 5 befanden sich Alexej Jelissejew, der mit ihm schon für den abgesagten Flug von Sojus 2A vorgesehen war, sowie der Kommandant Boris Wolynow.
Das einen Tag vorher gestartete Raumschiff Sojus 4 mit Wladimir Schatalow an Bord führte als aktives Raumschiff mit Sojus 5 die erste Kopplung zweier bemannter Raumschiffe im Weltraum durch. Wie geplant stiegen Chrunow und Jelissejew bei einem Außenbordeinsatz zu Sojus 4 um. Chrunow war somit der siebte Mensch, der im Weltraum sein Raumschiff verließ.
In der Folgezeit wurde Chrunow für die Arbeit in der Raumstation Saljut ausgebildet. Erst nach vielen Jahren wurde er wieder für eine Mission nominiert. Beim Flug von Sojus 38 zur Raumstation Saljut 6 war er Ersatzmann für den Kommandanten Juri Romanenko. Bei dieser Mission im September 1980 flog zum ersten Mal ein Kosmonaut aus Kuba ins All.
Zusammen mit dem Weltraummediziner Levon Surenovitsch Chatschaturjanc veröffentlichte Chrunow neben wissenschaftlichen Arbeiten auch utopische Romane. Auf Deutsch erschienen „Der Weg zum Mars“ und „Der Asteroid“.

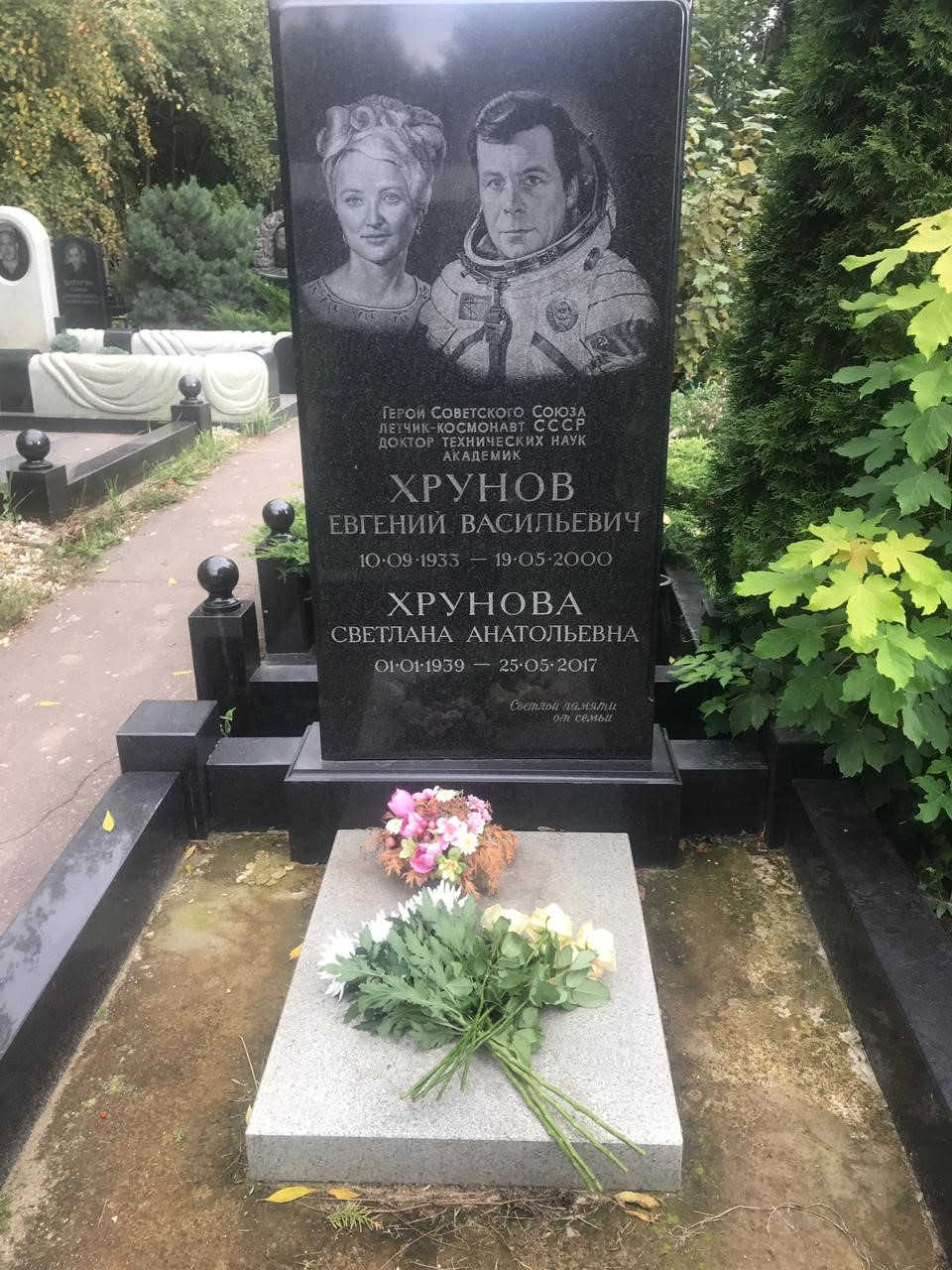
Grabmal Chrunows und seiner Ehefrau in Ostankino

Chrunow verließ zum Jahresende 1980 die sowjetische Raumfahrtbehörde. Er starb im Alter von 66 Jahren. Chrunow war verheiratet und hatte zwei Söhne.